# Mirisi
Mirisi je hrvatski rock sastav kojeg čine tri brata Ando Miri (gitara i vokal), Mat Miri (bas i vokal) i Timi Miri (bubnjevi i vokal). Osnovan je 2016. godine u Čakovcu. Debitanski album, Poslije dugog skitanja objavljen je 20. srpnja 2018.

## O sastavu
Tri brata Ando, Mat i Timi Miri zajedno rade i sviraju autorsku glazbu. Bend vuče korijene još od 2013. godine kad su Ando i Mat nakon nesuglasica s prijašnjim bendovima odlučili raditi nešto zajedničko i autorsko. Kasnije im se pridružuje najmlađi brat Timi i tako su nastali "Mirisi". 
Službeno su počeli s radom 2016. godine ulaskom u studio na snimanje svog prvog albuma Poslije dugog skitanja. 
30. lipnja 2017. objavili su prvi singl i spot za pjesmu "Ljudi". Spot je režirao i montirao Bojan Miljančić. Nakon "Ljudi" izbacili su drugi singl "Sastanak". Za pjesmu je Mat Miri napravio lyric video. Treći singl "Došao je kraj" koji je ujedno bio i najavni singl povodom izlaska albuma "Poslije dugog skitanja". izašao je na ljeto 2018. Lyric video za pjesmu ponovo je radio Mat Miri. 
20. srpnja 2018. izdali su svoj prvi album pod nazivom Poslije dugog skitanja. Na albumu se nalazi 14 pjesama među kojima je i naslovna pjesma (Poslije dugog skitanja). Album je sniman u studiju "Jazbina", a producent je bio Marko Lajtman koji je ujedno radio i mix i mastering. Dizajna omota za album je radio akademski slikar Bojan Miljančić. Sadržaj albuma je raznolik. Tako da se tu može naći ponešto za svakoga slušatelja, od brzih rock pjesama do balada pa sve do veselih poskočnica. 
Na jesen 2018. snimili su svoj drugi spot za pjesmu "Saznaj svoju sudbinu". Spot je snimio Mat Miri i napravio ga je u stilu VHS kamera. Za peti singl "Umjetnost" izdali su lyric video napravljen po uzoru na filmove iz Harry Potter franšize. Video je napravio Mat Miri. Nakon "Umjetnosti" izlazi željno iščekvani spot za jednu od njihovih najlaganijh pjesama "Dječak". Spot je snimao Mat Miri a režirali i montirali su ga Ando i Mat. 
Nastupali su u raznim tv i radio emisijama. Sviraju po cijeloj Hrvatskoj i okolnim zemljama.

## Članovi
- Ando Miri - vokal, gitara

- Mat Miri - vokal, bas-gitara
- Timi Miri - vokal, bubnjevi

## Diskografija

### Studijski albumi
- Poslije dugog skitanja (2018.)

#### Singlovi
- Ljudi (2017.)
- Sastanak (2017.)
- Došao je kraj (2018.)
- Saznaj svoju sudbinu (2018.)
- Umjetnost (2019.)
- Dječak (2019.)

## Vanjske poveznice
- Službene YouTube stranice sastava
- Službene Facebook stranice sastava